# Руджьер

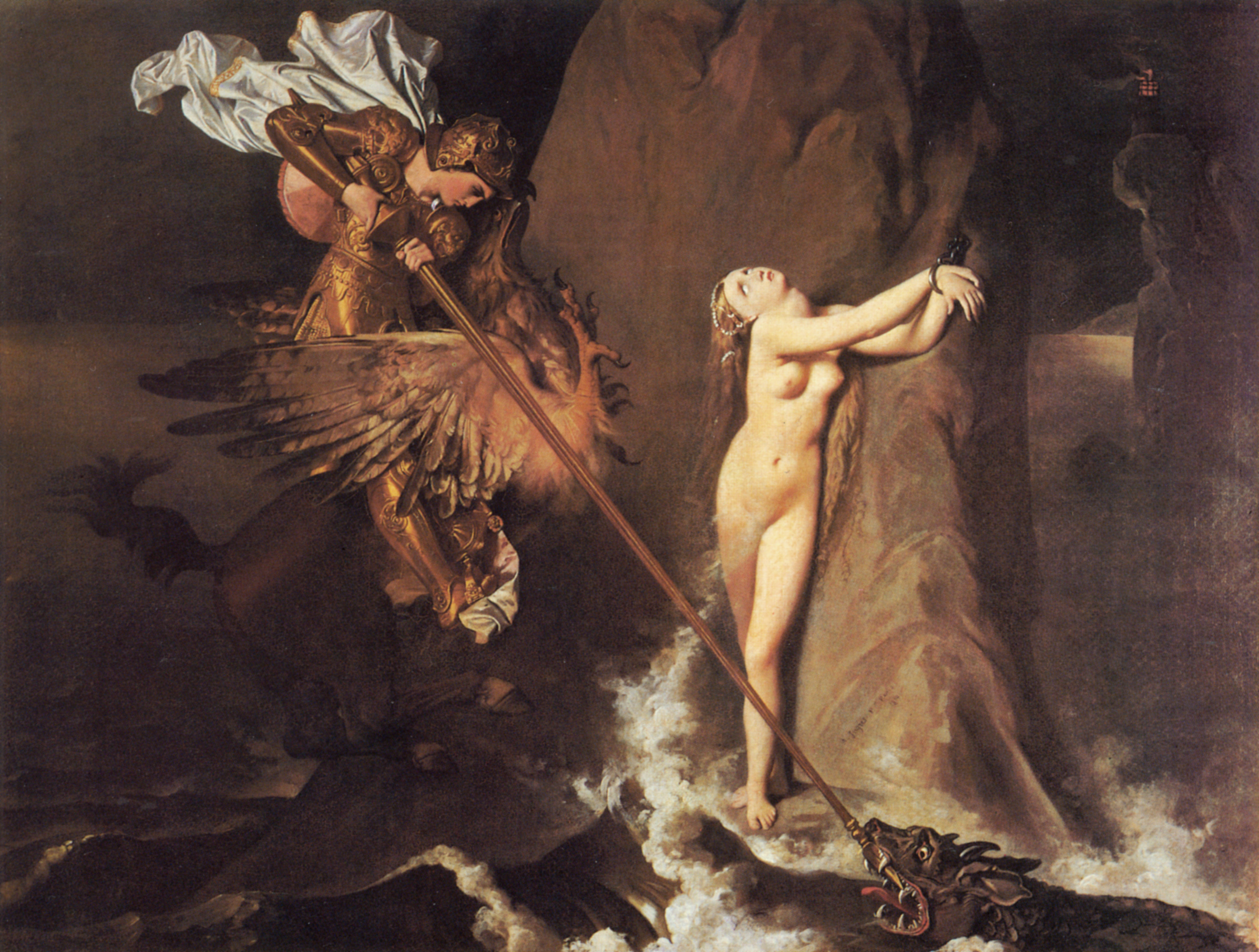
«Руджьер, освобождающий Анджелику», картина Энгра

Руджье́р, также Рудже́ро (итал. Ruggiero) — персонаж итальянского эпоса, ставший известным благодаря поэмам Маттео Боярдо «Влюблённый Роланд» и Лодовико Ариосто «Неистовый Роланд»; великий сарацинский рыцарь, принявший христианство.
Согласно итальянской эпической традиции, Руджьер — сын Руджеро II ди Риза (то есть Реджо) и Галациеллы, дочери Аголанта. Отец Руджьера погиб во время калабрийского похода Аголанта, а Галациелла в наказание за самовольный брак была, беременная, погружена в ладью и оставлена на волю стихии. Вынесенная на берег Ливии, родила двух близнецов и умерла в родах.
Согласно Боярдо, Руджьер был воспитан магом Атлантом. Боярдо же впервые изобразил Руджьера прародителем династии герцогов Феррары д'Эсте.

## Влюблённый Роланд
Царь Африки Аграмант получает предсказание, что задуманный им поход на Францию не удастся, если в нем не примет участия его двоюродный брат, сын его тетки Галациеллы, Руджьер, укрываемый магом Атлантом где-то в отрогах Атласских гор. Поиски Руджьера безуспешны. Предсказатель объясняет, что замок Атланта окружен стеклянной стеной и невидим; проникнуть в него можно, только обладая волшебным перстнем Анджелики. За перстнем посылают карлика Брунеля, прославленного вора. Брунель приносит перстень и пожалован за свои услуги королевским титулом.
Волшебный перстень открывает взорам убежище Атланта, но проникнуть в него невозможно — его защищает отвесная скала и несокрушимые стеклянные стены. Брунель подает совет, как выманить Руджьера из неприступного укрытия. Следуя его совету, у подножия горы устраивают турнир. Действительно, юноша очарован открывшимся перед ним зрелищем и, несмотря на мольбы и предостережения Атланта, сходит с горы. Брунель выставляет перед ним еще одну приманку — бывшего Сакрипантова коня — и легко добивается обещания присоединиться к Аграманту. Руджьер ничего так не желает, как вскочить на коня, схватить меч и вмешаться в толпу турнирных бойцов.
Руджьеру нет равных на турнире: никто после схватки с ним не может удержаться в седле. Один из противников предательски его ранит: разгневанный Руджьер платит ему смертельным ударом (нарушая турнирные законы). По окончании турнира Брунель, получив от Руджьера обратно свои доспехи, хочет выдать себя за победителя. Но по доспехам в нем опознают убийцу одного из турнирных бойцов и Аграмант посылает его на виселицу. Вмешивается Руджьер, открывает истину. Аграмант посвящает Руджьера в рыцари.
Вместе с войском Аграманта Руджьер прибывает во Францию и принимает участие в битве при Монтальбане. Там он становится свидетелем схватки Родомонта с Брадамантой и, видя нелюбезное поведение Родомонта, бросает ему вызов. Родомонт признает себя побежденным. Руджьер открывает Брадаманте свою родословную, восходящую к Гектору. Брадаманта открывает перед ним своё лицо. Узнав в рыцаре даму, Руджьер поражен её красотой. Брадаманта же покорена его доблестью. На Брадаманту нападают пять сарацинских царей, и один из них наносит ей рану в голову, на которой нет шлема. Руджьер вступается за свою собеседницу. Все нападавшие убиты, но Брадаманта, увлекшись погоней, разлучилась с Руджьером.

## Неистовый Роланд
Атлант заманивает Руджьера на гиппогрифа, и тот уносит его на запад, на остров феи Альцины. Здесь Астольф, обращенный в мирт, рассказывает ему, как попал он на этот остров, где Альцина враждует с доброй Логистиллой, и какова судьба Альцининых любовников. Руджьер собирается на помощь Логистилле. По пути он бьется с чудовищами. В царстве Альцины Руджьер должен сразиться с Эрифилой. Он побеждает Эрифилу, его принимает Альцина, Руджьер возгорается любовью. Они становятся любовниками.
Между тем Брадаманта тщетно ищет Руджьера. Мелисса приходит ей на помощь. Она пускается на остров Альцины, находит Руджьера и в образе Атланта обличает его. С Руджьера спадают чары, он видит Альцину в её настоящем виде. Руджьер пускается прочь из Альцининого царства. Руджьер побеждает Альцининого ловчего, Альцина гонится за Руджьером, а Мелисса оживляет Астольфа и других её пленников. Руджьер продолжает путь к Логистилле.
Миновав башню соблазна, Руджьер переправляется в царство Логистиллы. Логистилла принимает и отпускает рыцарей. Руджьер летит вокруг света. Над Эбудою он видит Анджелику на скале, бьется с морским чудовищем, побеждает его волшебным щитом и уносит Анджелику на гиппогрифе. Анджелика с перстнем-невидимкой ускользает от Руджьера. Руджьер, лишась и гиппогрифа, идет по лесу и видит Брадаманту жертвой великана. Преследуя великана, он попадает в замок Атланта.
Астольф разрушает чары Атланта, и Руджьер с Брадамантой пускаются спасать Рикардета. По пути Руджьер схватывается с рыцарями, побеждает их с помощью волшебного щита и топит щит в колодце. Руджьер спасает Рикардета от костра. Они узнают, что Малагису и Вивиану грозит смерть. Руджьер вызывается их спасти. Вместе с Марфизой они их освобождают, а затем скачут к Парижу. Под Парижем Руджьер бьётся с Мандрикардом и убивает его.
Руджьер получает вызов от ревнующей его к Марфизе Брадаманты и собирается на бой. Они сходятся у Атлантовой гробницы, и Атлант из гробницы открывает, что Руджьер и Марфиза брат и сестра. Они узнают друг друга, и Руджьер рассказывает об их отце и матери. Марфиза зовет его отомстить за отца Аграманту.
Однако на сарацинском военном совете Руджьера избирают для поединка с Ринальдом, чтобы решить им исход войны. После клятв королей и поединщиков поединок начинается. Руджьер начинает уступать, но фея Мелисса под видом Родомонта склоняет Аграманта нарушить поединок. Начинается общая схватка, и Аграмант обращается в бегство. Вслед за ним, поколебавшись, пускается и Руджьер. В Марселе он застает Дудона с пленным флотом. Отбив флот, он плывет в Африку, но попадает в бурю и спасается вплавь, выплывает на скалу и принимает крещение от святого отшельника. Отшельник пророчествует ему о доме Эсте.
На остров приплывают Роланд с товарищами, и Руджьер вместе с ними отправляется в Париж. Там выясняется, что отец Брадаманты Амон просватал её за греческого принца Леона. Руджьер едет на восток против Леона, который сражается с булгарами при Белграде. Руджьер приходит на помощь булгарам и в погоне за Леоном приезжает в город Унгиарда. Унгиард бросает Руджьера в темницу, откуда его вызволяет Леон и просит Руджьера биться за него с Брадамантою.
Брадаманта бьётся с неузнанным Руджьером. Леон объявлен победителем; Руджьер скрывается. Марфиза объявляет, что Брадаманта с Руджьером муж и жена, но Амон твёрд в сопротивлении. Мелисса приводит Леона к Руджьеру, тот увещевает Руджьера, и Руджьер ему открывается. Леон уступает Руджьеру Брадаманту, и они вместе являются к Карлу Великому. Руджьер открывает себя, и его провозглашают королём булгарским. Идут приготовления к свадьбе. Является Родомонт и вызывает Руджьера на бой. Руджьер принимает вызов и в бою умерщвляет Родомонта.